# Bisdom Hamar

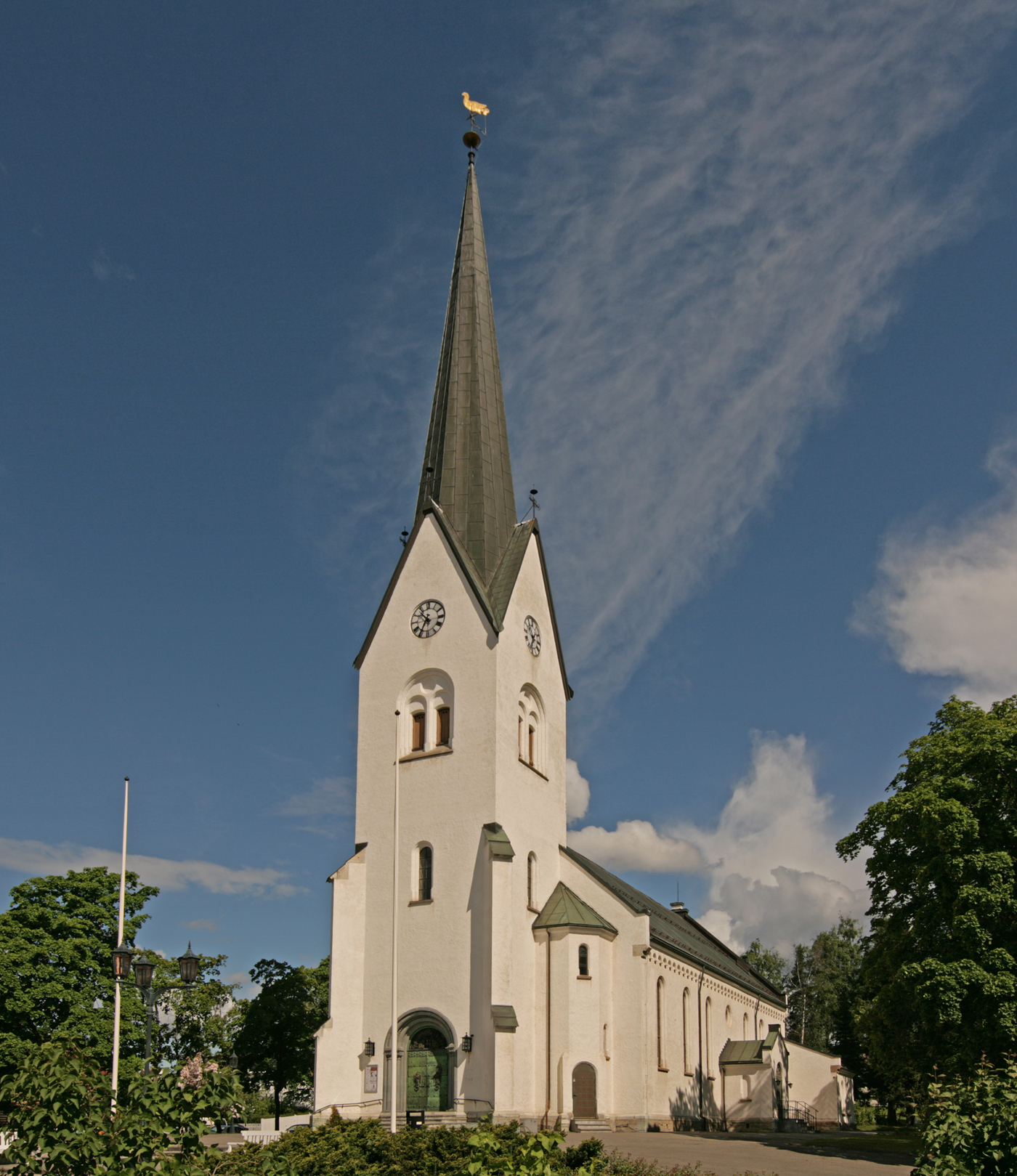
Domkerk van Hamar

Het bisdom Hamar is een bisdom in de Kerk van Noorwegen. Het huidige bisdom werd gesticht in 1864 als afsplitsing van het bisdom Oslo. Eerder werd al in 1153 een katholiek bisdom in Hamar gevestigd. Bij de reformatie in 1536 verdween dit bisdom en kwamen de gemeenten onder Oslo. Het grondgebied van het huidige bisdom, de fylker Oppland en Hedmark, in 2020 samengevoegd tot Innlandet, komt vrijwel geheel overeen met het gebied van het historische bisdom.
Het bisdom is verdeeld in 11 prosti. Sinds 2006 wordt de bisschopszetel bezet door Solveig Fiske.